# ديت يوشيمورا
ديت يوشيمورا (باليابانية: 伊達吉村؛ بالكانا: だて よしむら) هو ساموراي ياباني، ولد في 23 يوليو 1680 في Daitō, Iwate ‏ في اليابان، وتوفي في 8 فبراير 1752.